# Каракорум (горная система)
Каракору́м (кит. трад. 喀喇崑崙山脈, упр. 喀喇昆仑山脉, пиньинь Kālǎkūnlún Shānmài, урду سلسلہ کوہ قراقرم‎, хинди काराकोरम, уйг. Каракорум‎ — черный хребет) — горная система Центральной (нагорной) Азии, одна из высочайших на Земле. Находится на северо-западе от западной цепи Гималаев, между 34,5° и 36,5° с. ш. и 73,5° и 81° в. д.

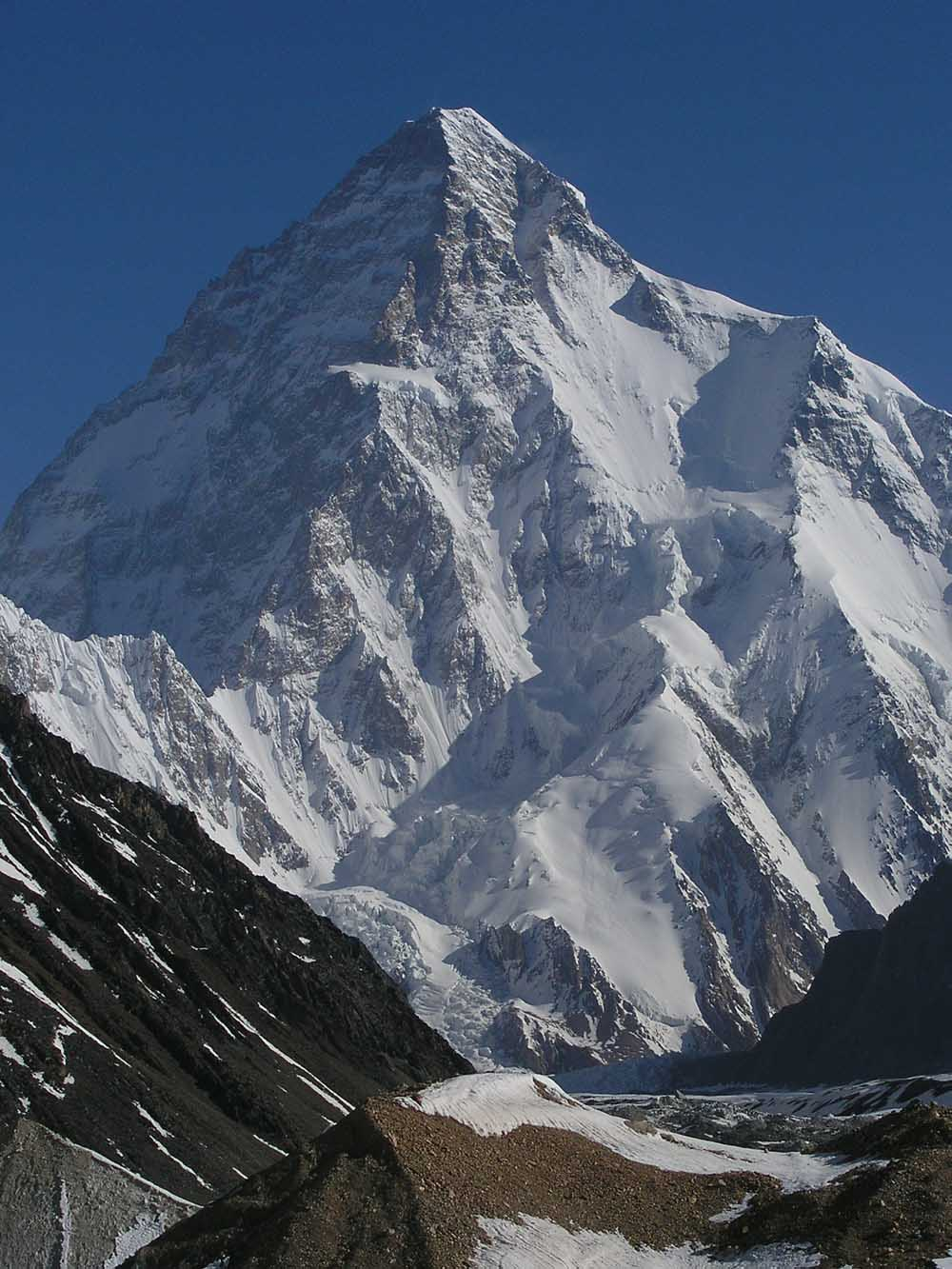
Вид на K2 (8614 м) летом

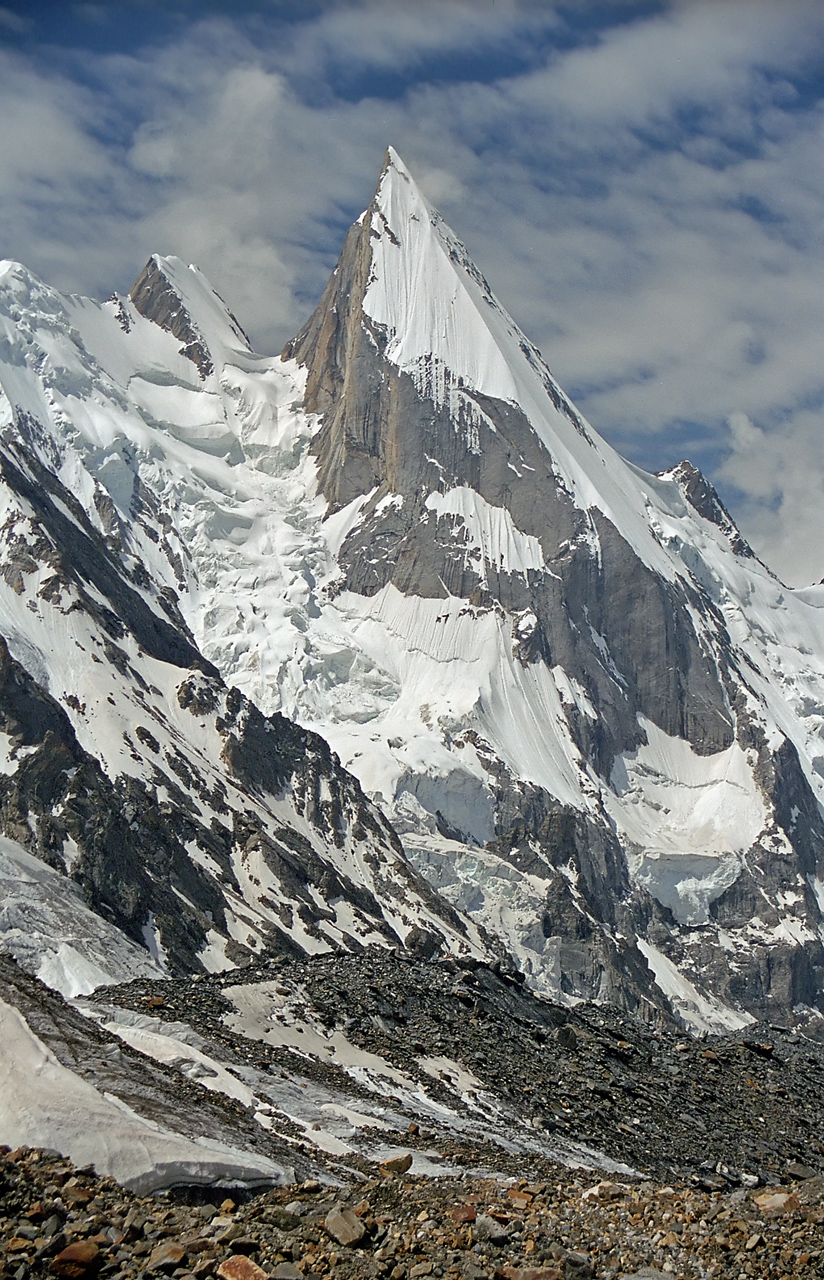
Пик Лайла (6096 м)

## Этимология
Название горной системы Каракорум имеет тюркскую этимологию. Оно состоит из двух слов: кара («чёрные») и корум, курум («каменистые россыпи»). Таким образом, кара-корум можно перевести как «чёрная скала» или «чёрная гора». Торговцы из Центральной Азии первоначально применяли название к перевалу Каракорум.
Ранние европейские путешественники, включая Уильяма Муркрофта и Джорджа Хейворда, использовали термин Музтаг (что означает «Ледяная гора»). В древних санскритских текстах (Пуранах) для описания этого района использовалось название Кришнагири («чёрные горы»).

## Расположение

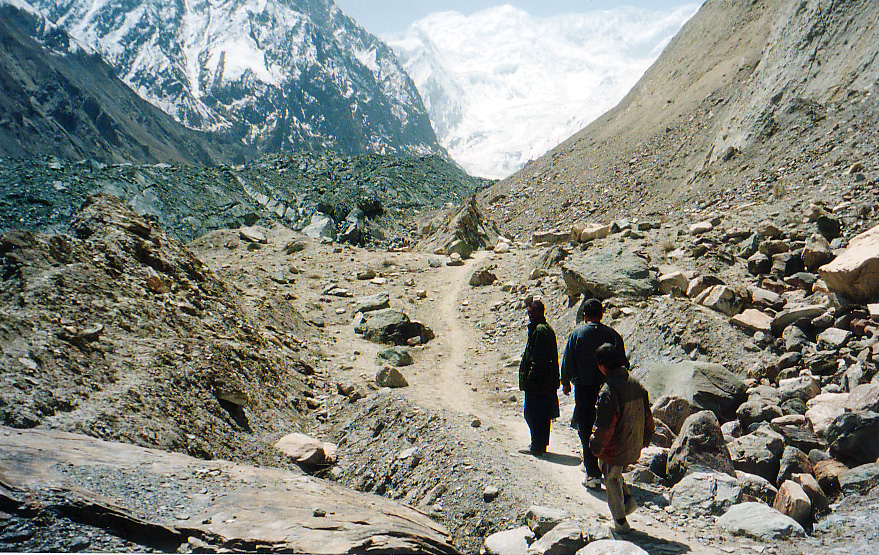
Переход к леднику Хоппера (долина Хоппера, Гилгит-Балтистан)

Горная система простирается примерно на 500 км от восточной части Афганистана в юго-восточном направлении вдоль водораздела между Центральной и Южной Азией. Обнаружено, что здесь наибольшая концентрация высоких гор в мире и самые многочисленные ледники за пределами высоких широт. Каракорум являются частью комплекса горных хребтов в центре Азии, включая Гиндукуш на западе, Памир на северо-западе, горы Куньлунь на северо-востоке и Гималаи на юго-востоке. Границы Таджикистана, Китая, Пакистана, Афганистана и Индии сходятся в системе Каракорума, что придает этому отдаленному региону большое геополитическое значение.

## Описание
Каракорум является вторым по величине горным массивом в мире (после Гималаев), и частью комплекса хребтов, включая горы Памира, Гиндукуша и Гималаев. Каракорум имеет восемь вершин высотой более 7500 м, причём четыре из них превышают 8000 м.
Каракорум состоит из группы параллельных хребтов с несколькими отрогами. Только центральная часть представляет собой монолитный массив. Ширина системы составляет около 240 км; длина увеличивается с 500 км до 800 км, если включить его восточное расширение — хребты Чанг Ченмо (кит. Qiangchenmo) и Пангонг, входящее в тибетское плато. Система занимает около 207 тыс. км2. Средняя высота гор составляет около 6,1 км, а четыре пика превышают 7,9 км; самая высокая, Чогори (К²), высотой 8611 м, является второй по высоте вершиной в мире, уступая лишь Эвересту в центральных Гималаях (8848 м).
Топография характеризуется скалистыми пиками и крутыми склонами. Южные склоны длинные и крутые, а северные склоны крутые и короткие. Скалы и осыпи (большие скопления крупных упавших камней) занимают огромную территорию. В межгорных долинах встречаются скалистые склоны. Поперечные долины обычно имеют вид узких, глубоких, крутых оврагов.
Западная часть иногда называется Балторо-Музтаг («ледяной хребет»), она гораздо менее крута, чем восточная, и составляет часть огромного сплошного поднятия, от которого расходятся многие хребты Азии. Через перевал Каракорум (5654 м) между городами Лех в Ладахе и Хотаном идёт караванная дорога из Индии в Восточный Туркестан.

## Водный баланс

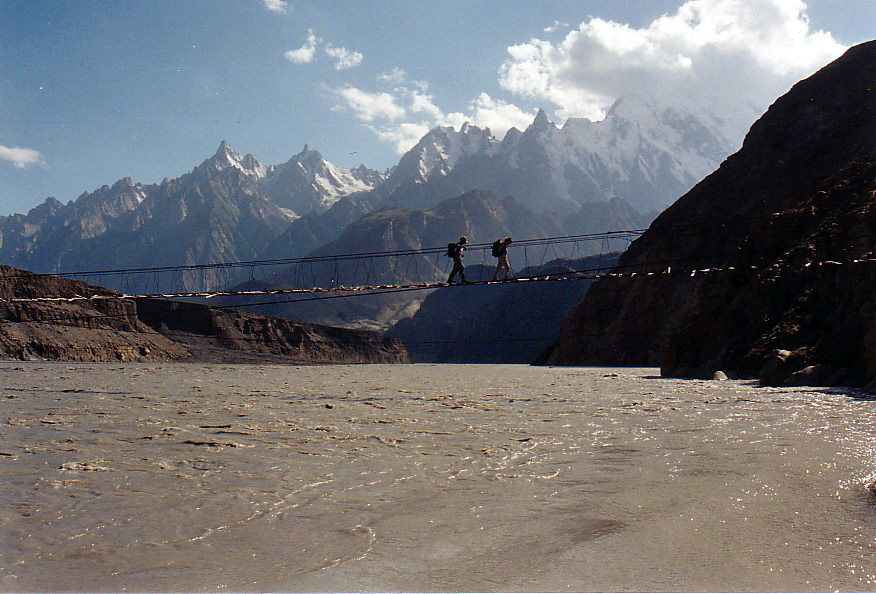
Подвесной мост через реку Хунза (Верхняя Хунза, Гилгит-Балтистан)

Из-за своей большой высоты Каракорум демонстрируют сильное оледенение, особенно на южных, более влажных склонах. Ледники центральной, самой высокой горы включают Хиспар, Чого-Лунгма, Бралду, Биафо, Балторо с его знаменитым перекрестком Конкордия и Сиачен (длина которого составляет около 70 км). Каракорум является наиболее сильно оледеневшей частью мира за пределами полярных регионов. Горы Сиачен и Биафо на втором и третьем месте среди самых длинных ледников в мире за пределами полярных регионов.
Снеговая линия на южных склонах Каракорума лежит на высоте 4,7 км; ледники простираются до 2,9 км. На северных склонах соответствующие высоты составляют 5,9 км и 3,5 км соответственно. Часто ледники образуют сложные ледниковые системы, занимающие не только долины, но и целые водоразделы. Сезонное таяние ледников приводит к серьёзным наводнениям на южных склонах. Следы древнего оледенения видны на высотах до 2,6 км и 0,85 км в долине реки Инд.
Каракорум служит водоразделом для бассейнов рек Инд и Ярканд. Формирование русел рек, по большей части, происходит в высокогорной зоне, где талые воды сезонных и вечных снегов и ледников питают реки. Подвесной пылевидный камень или каменная мука делают ледниковые талые воды непрозрачными. Каменная мука и разрушенный материал из горных каналов дают Инду наибольшую нагрузку от взвешенных отложений среди всех крупных рек. Подземные воды накапливаются в скальных осыпях и способствуют стоку в течение всего года.
Каракорум значительно выше западной цепи Гималаев в находящейся между ним и Гималаями цепи Лех, поэтому влажный воздух с равнин Индии и соседних морей имеет свободный доступ к нему, отсюда на южном склоне обильные снега, падающие с июня по сентябрь на более значительных высотах, а с января по апрель и пониже. Благодаря этим снегам, Каракорум имеет самые большие ледники Азии и даже всех хребтов средних широт. Они доходят до 8000 м над уровнем моря, ледник Биафо спускается ещё немного ниже, а верхняя граница лесов поднимается ещё на 500 м выше.

## Геология

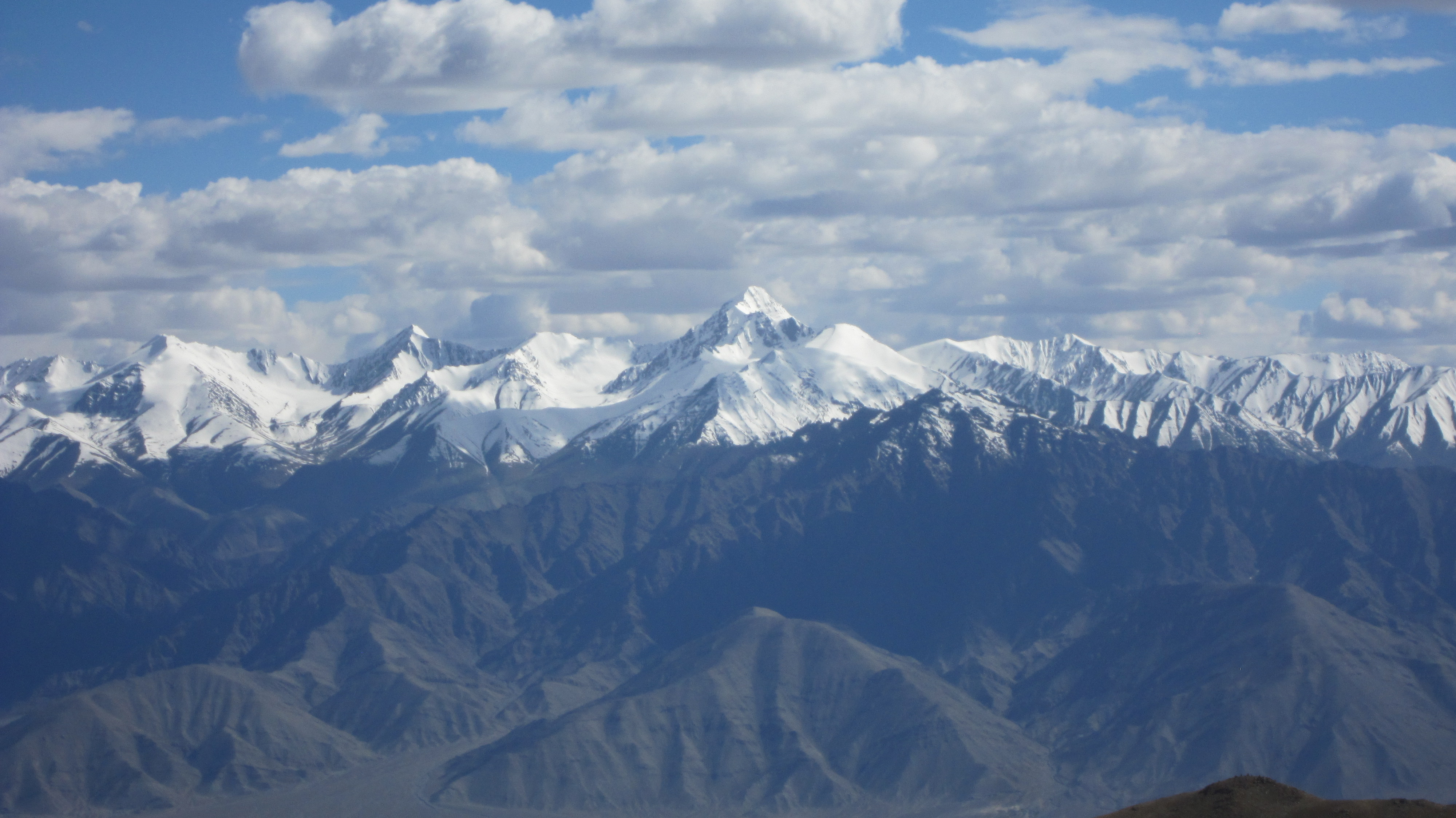
Горные вершины Каракорума

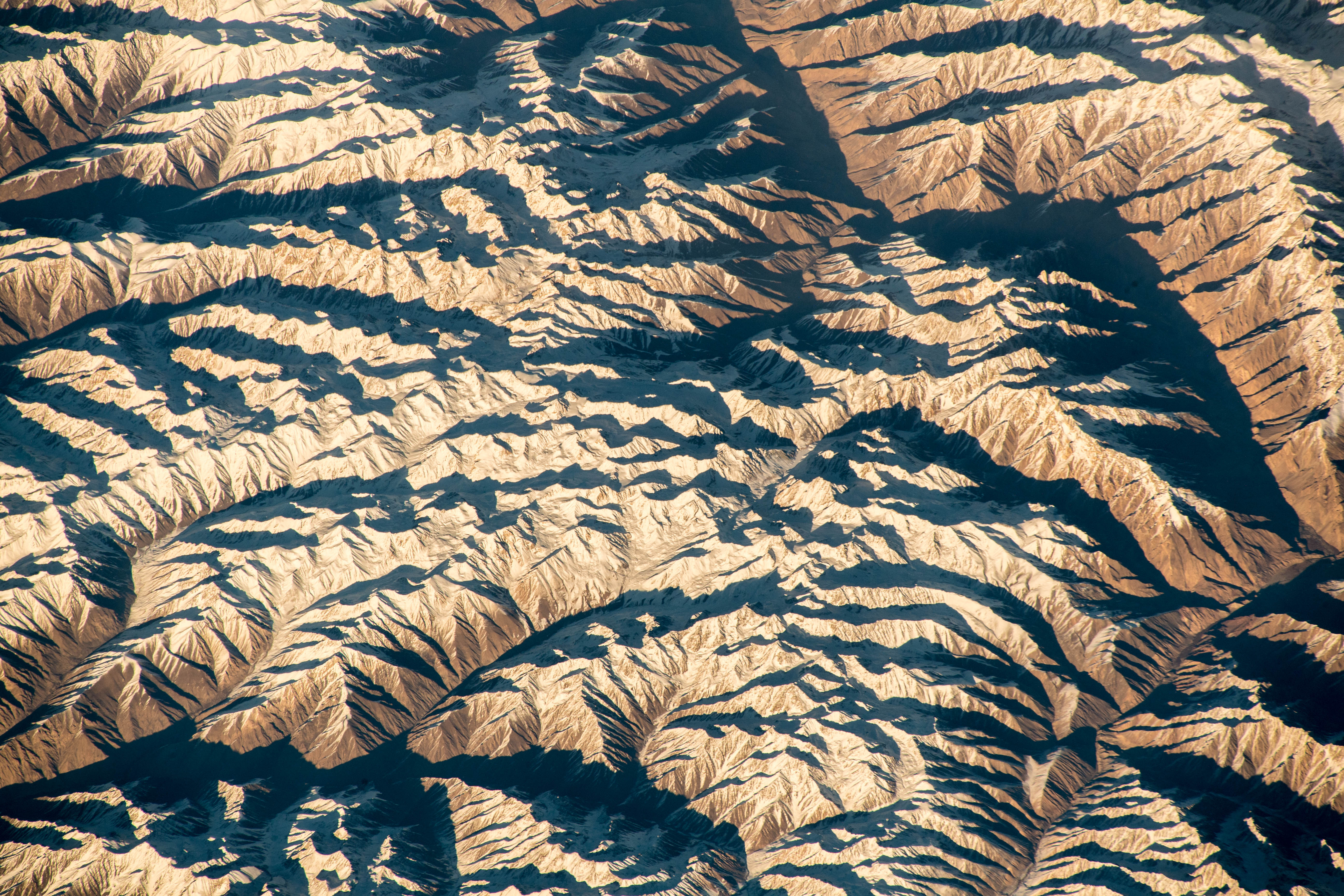
Вид на хребты со спутника

Структурно горная система Каракорум произошла от складчатости в кайнозойскую эру (то есть в течение последних 65 миллионов лет). В геологическом составе доминируют граниты, гнейсы, кристаллические сланцы и филлиты. К югу и северу центральное скальное ядро окаймлено районом известняков и слюдистых сланцев эпох палеозоя и (частично) мезозоя (то есть возрастом от 245 до 540 миллионов лет). На юге осадочные породы иногда прорезаются интрузиями гранита. Поверхности некоторых областей подвергаются воздействию сланца, который быстрее подвержен атмосферным воздействиям.
В конце мезозоя регион Каракорум характеризовался большими структурными изменениями, а сама горная система возникла в результате интенсивных геологически недавних землетрясений. В регионе все ещё наблюдается частая сейсмическая активность; некоторые сейсмические события наносят большие разрушения и часто вызывают огромные каменные и ледяные лавины. В нескольких районах встречаются горячие источники.

## Климат

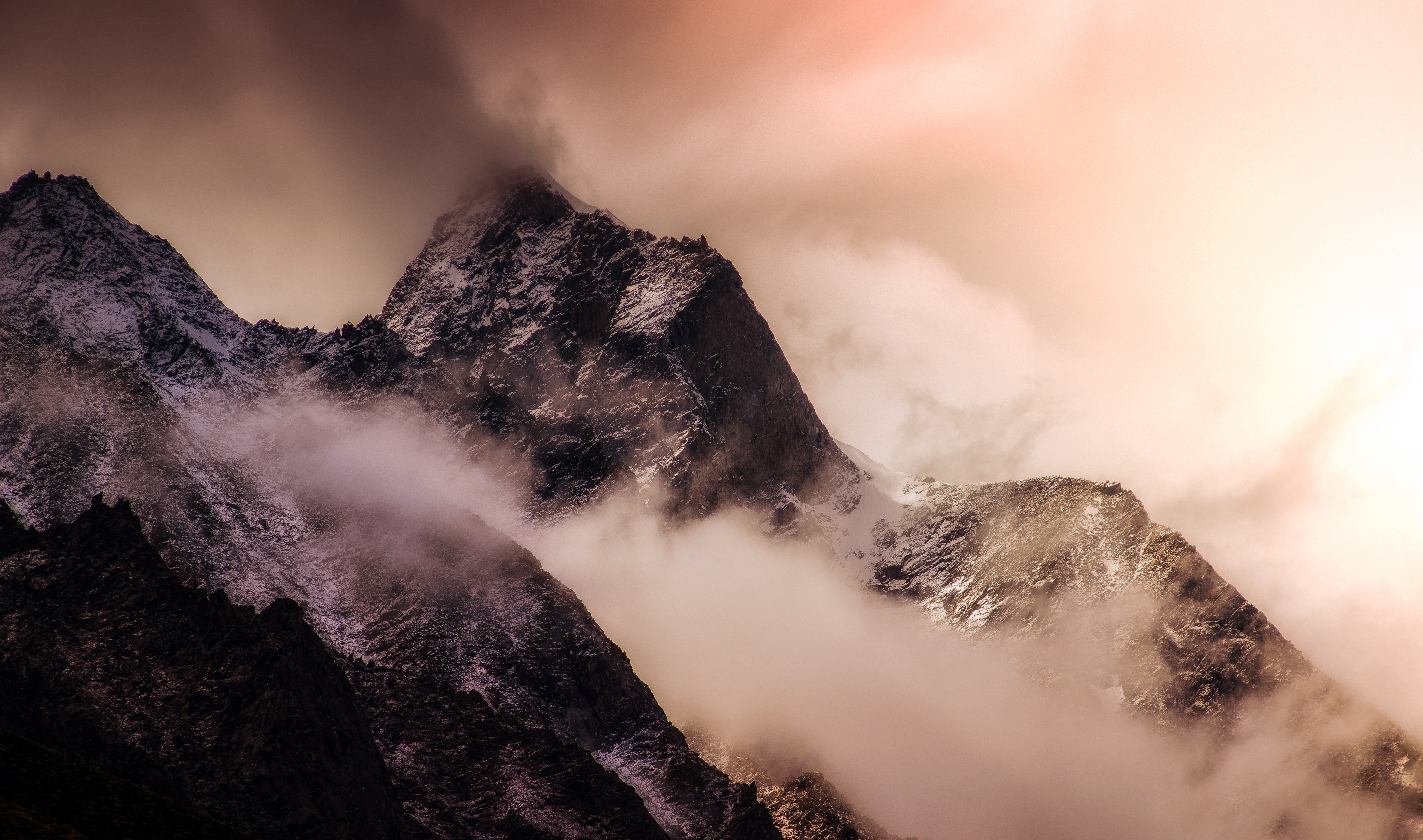
Вид на вершину Пассу Восточная с ледника Пассу

Климат Каракорумского хребта по большей части полупустынный и резко континентальный. Южные склоны подвержены влажным муссонным (дождевым) ветрам, прибывающим из Индийского океана, но северные склоны чрезвычайно сухие. На нижних и средних склонах дождь и снег выпадают в небольших количествах; Среднегодовое количество осадков не превышает 100 мм. На высотах выше 4,9 км осадки всегда принимают твердую форму, но снег в июне нередок даже на более низких высотах. На высотах около 5,7 км средняя температура в течение самого теплого месяца ниже 0 °C, а на высотах между 3,9 км и 5,7 км температура составляет 10 °C. Характерными климатическими особенностями региона являются: разреженный воздух, интенсивное солнечное излучение, сильные ветры и большой суточный диапазон температур. Экстремальные условия на высокогорных снежных полях вызывают «снежные каюты» (нем. Büsserschnee) — образование спущенных снежных торосов высотой один метр или более. Анабатические (восходящие) ветры вызывают обширную эоловую эрозию.

## Растительный и животный мир

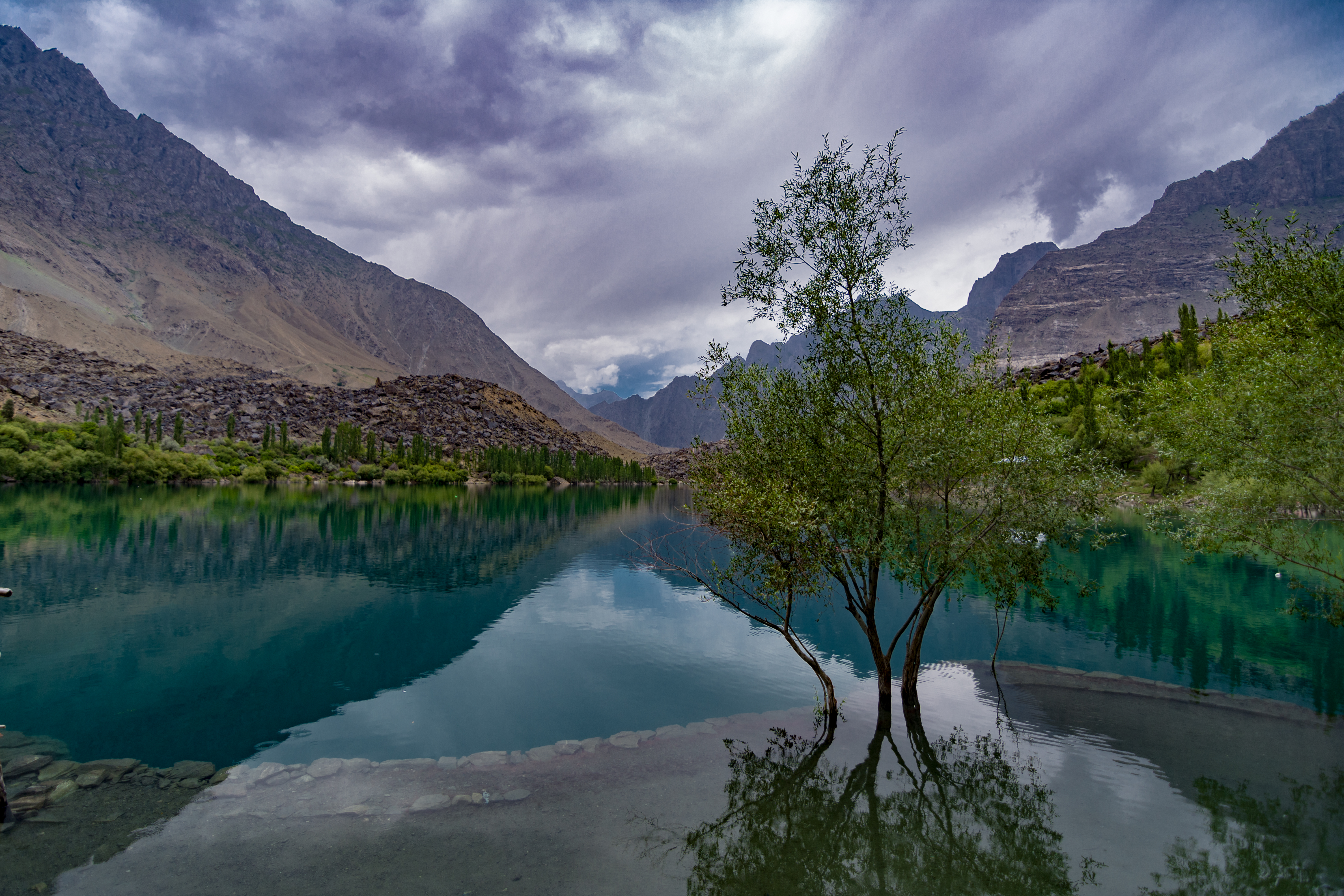
Озеро Кахура (округ Скарду, Гилгит-Балтистан)

В нижних долинах почти вся обильная растительность является антропогенной (то есть подвержена влиянию деятельности человека). Горные оазисы, расположенные на обнажённых скалах, орошаются сложными ирригационными каналами от тающих ледников. Засушливые и каменистые нижние склоны поддерживают только прерывистые пастбища, а обширные волнистые пастбища пересекают высокие пики. Каракорум имеет верхнюю и нижнюю линии деревьев, верхняя часть ограничена холодом, а нижняя — сухостью; в пределах этих линий встречается только разложившийся, редкий древесный покров. Заросли ивы, тополя и олеандра встречаются вдоль водотоков до 3 км. Можжевельник встречается на высоких склонах среди сезонных снежных полей. Кусты рода Artemisia обеспечивают разреженный покров на нижних склонах.
Охота местного населения, особенно военных, размещенных на границах, нанесла серьёзный урон горной дикой природе. Овцы Марко Поло, или архары, в настоящее время размножаются только на восточном Памире и мигрируют в западные Каракорум. Ладакские уриалы (дикие овцы) населяют высокие, более пологие горы на востоке, в то время как сибирский козерог и мархуры (обе дикие козы) ведут преодолевают скалистые склоны. Бурые медведи, рыси и снежные барсы являются исчезающими видами. Национальный парк Хунджераб в Пакистане и смежный заповедник Такскорган (Таш Курган) в Китае служат убежищами для высокогорных животных. На восточной окраине пустынного плато бродят кианги и несколько других диких копытных, в том числе небольшое количество диких яков. Большие хищники, в частности гималайские грифы, ламмергейеры и беркуты, витают на восходящих потоках горных ветров.
Национальный природный заповедник Ташкурган и Национальный природный заповедник Памирские болота в горах Каракорума и Памира были номинированы для включения в ЮНЕСКО в 2010 году Национальной комиссией Народной Республики Китая по делам ЮНЕСКО и в предварительном порядке был добавлен в список.

## Население

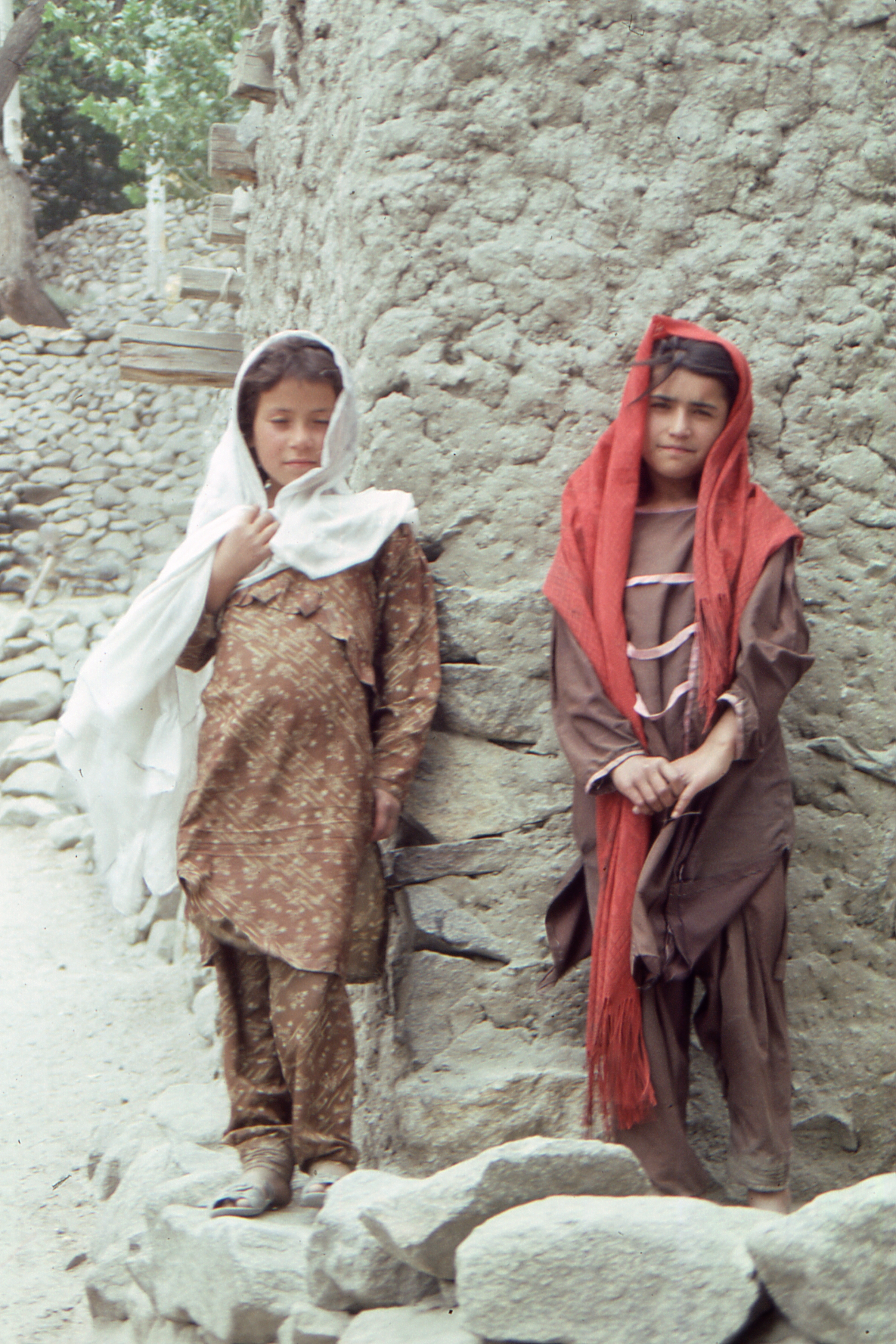
Дети в традиционной одежде. Пакистан, 1992 год

Население Каракорума сосредоточено в трёх городах в спорном районе Кашмир на севере Индийского субконтинента (Гилгит, Скарду и Лех) и в небольших деревнях по всему региону, расположенных на скалистых склонах или рядом с бушующими потоками. Большинство горцев — мусульмане-шииты, среди которых есть исмаилиты и имамиты. Тибетский буддизм распространен в Ладакхе. Горные таджики, говорящие на ваханском (иранский язык), пересекаются с тюркоязычными киргизами и уйгурами на северных склонах, в то время как на южных склонах военные отряды из низменных районов Индии и Пакистана смешиваются с кохистанцами (дардами) в Гилгитском районе с тибетскоязычным населением Балтистана и Ладакха. На северных, намного более сухих склонах Каракорума, спускающихся к оазисам вокруг бассейна Тарим в Китае, плотность населения довольно низкая. Анклав говорящих по-бурушски людей существует в Хунзе и Нагире и в соседней долине Ясин. Их язык, как известно, не связан с каким-либо другим языком.
Несмотря на ограниченность и удаленность хребта Каракорум, местное население претерпело значительные изменения на протяжении всей своей истории. Рейды караванов, пересекающих ареал, и работорговля, поддерживаемая непрерывной войной, вызвали широкие рассеивания местного населения. Проходы для пешеходного движения через горы, которые больше не используются, вели на север из Скарду и Леха и из Кашмирской долины в западный Китай (Синьцзян) через Ташкурган и древние торговые центры Яркенд (Шачэ) и Кашгар (Каши) и оазисы Таримского бассейна. Буддийские монастыри ранее имели контроль над восточными долинами.

## Экономика

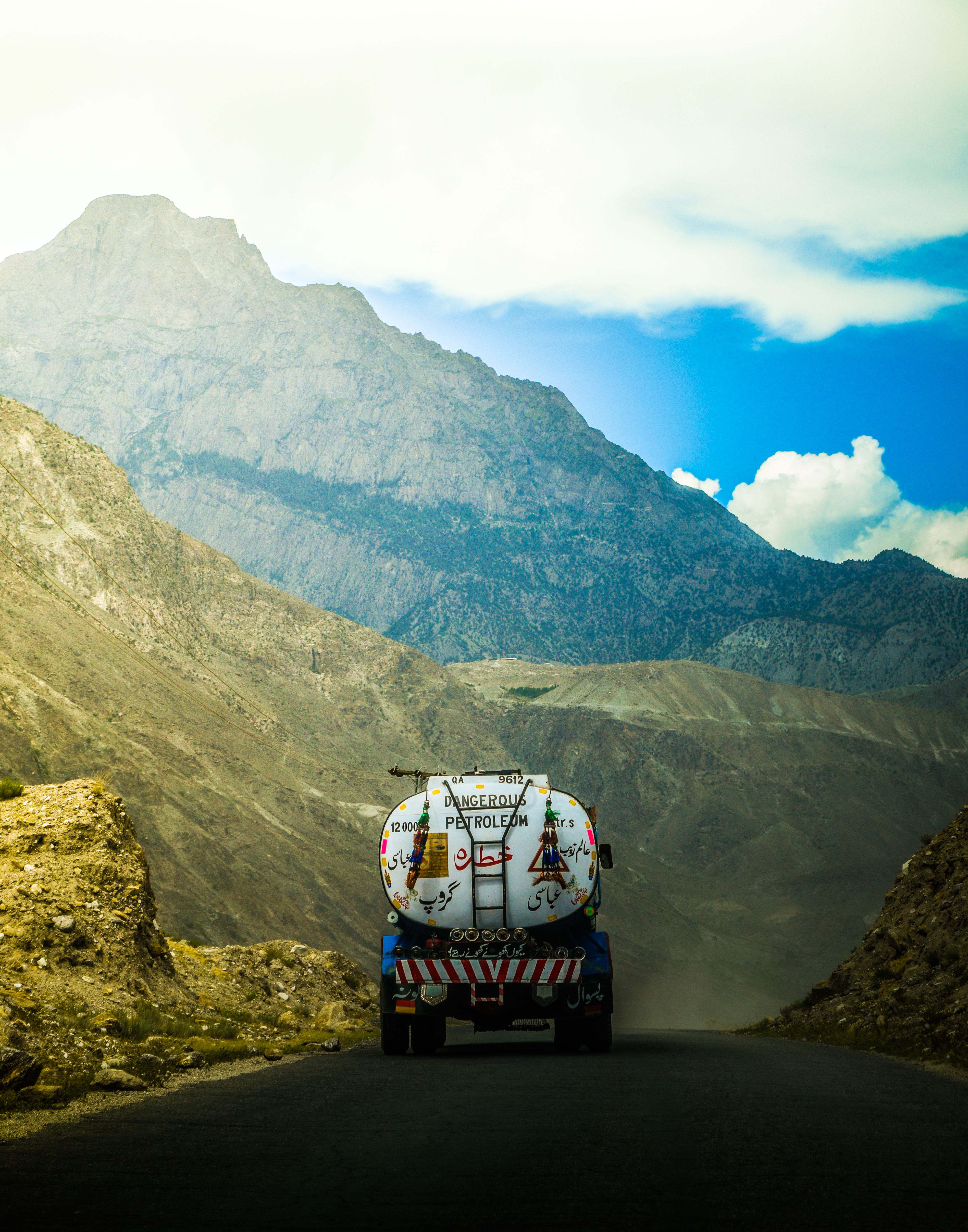
Грузовик на Каракорумском шоссе

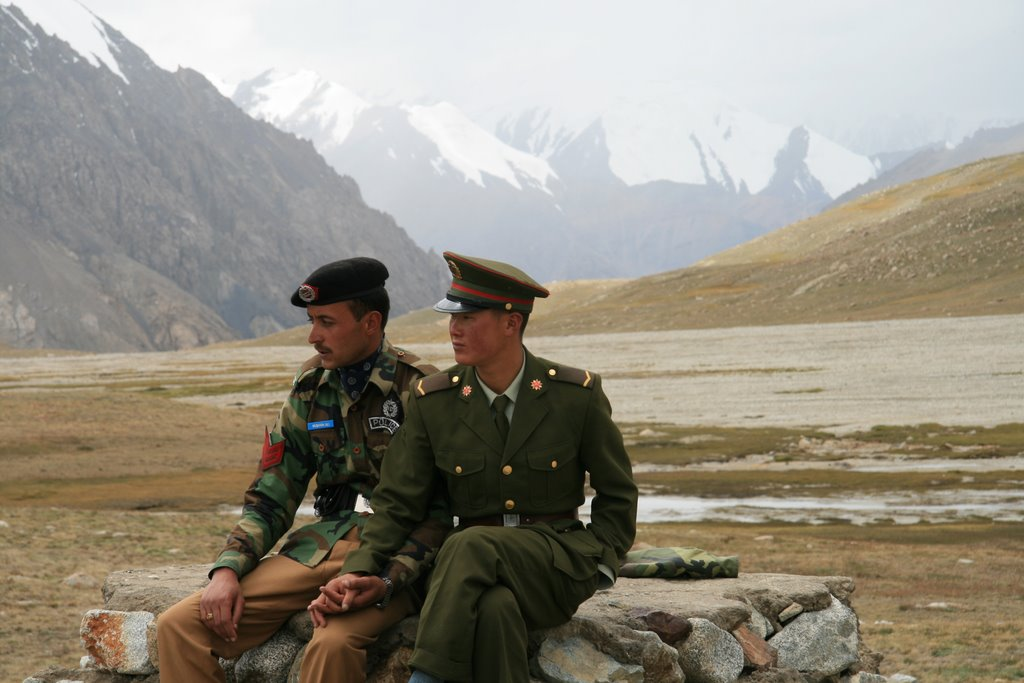
Пакистано-китайская граница

В местной экономике доминируют натуральное сельское хозяйство и животноводство. Сельскохозяйственные культуры ограничиваются пшеницей, ячменем, сладкой и горькой гречкой, кукурузой, картофелем и бобовыми. Древесные культуры, особенно абрикосы и грецкие орехи, когда-то были важным источником местной пищи. На нижних склонах до 2,1 км вегетационный период достаточен для двойного урожая. На этих возвышениях дни теплые, ночи прохладные, а воздух чистый; засушливость региона, однако, не позволяет возделывать землю без сложных ирригационных сооружений, характерных для всех населённых районов.
Постоянная периодическая и перманентная миграция, зависимость от субсидий центрального правительства, высокая младенческая смертность и хроническое недоедание являются теми трудностями, с которыми люди сталкивались при адаптации к этим экстремальным условиям жизни. Служба в военных гарнизонах обеспечивает дополнительный доход, как и денежные переводы от мигрантов, работающих в других местах в Индии или Пакистане или в государствах Персидского залива.
Три горные дороги обслуживают южные склоны хребта Каракорум — одна из долины Кулу в индийском штате Химачал-Прадеш через несколько высоких перевалов в Лех, другая из долины Кашмира также в Лех, и Каракорумское шоссе с твёрдым покрытием после ущелья реки Инд от Исламабада до Гилгита и далее до Кашгара. Пограничная дорога из Лхасы (Тибетский автономный район Китая) в Кашгар огибает восточную и северную окраины Каракорума в Китае. Есть ежедневные коммерческие рейсы в Лех из индийских городов Дели и Чандигарх, и в Скарду и Гилгит из Исламабада.

## Исследования

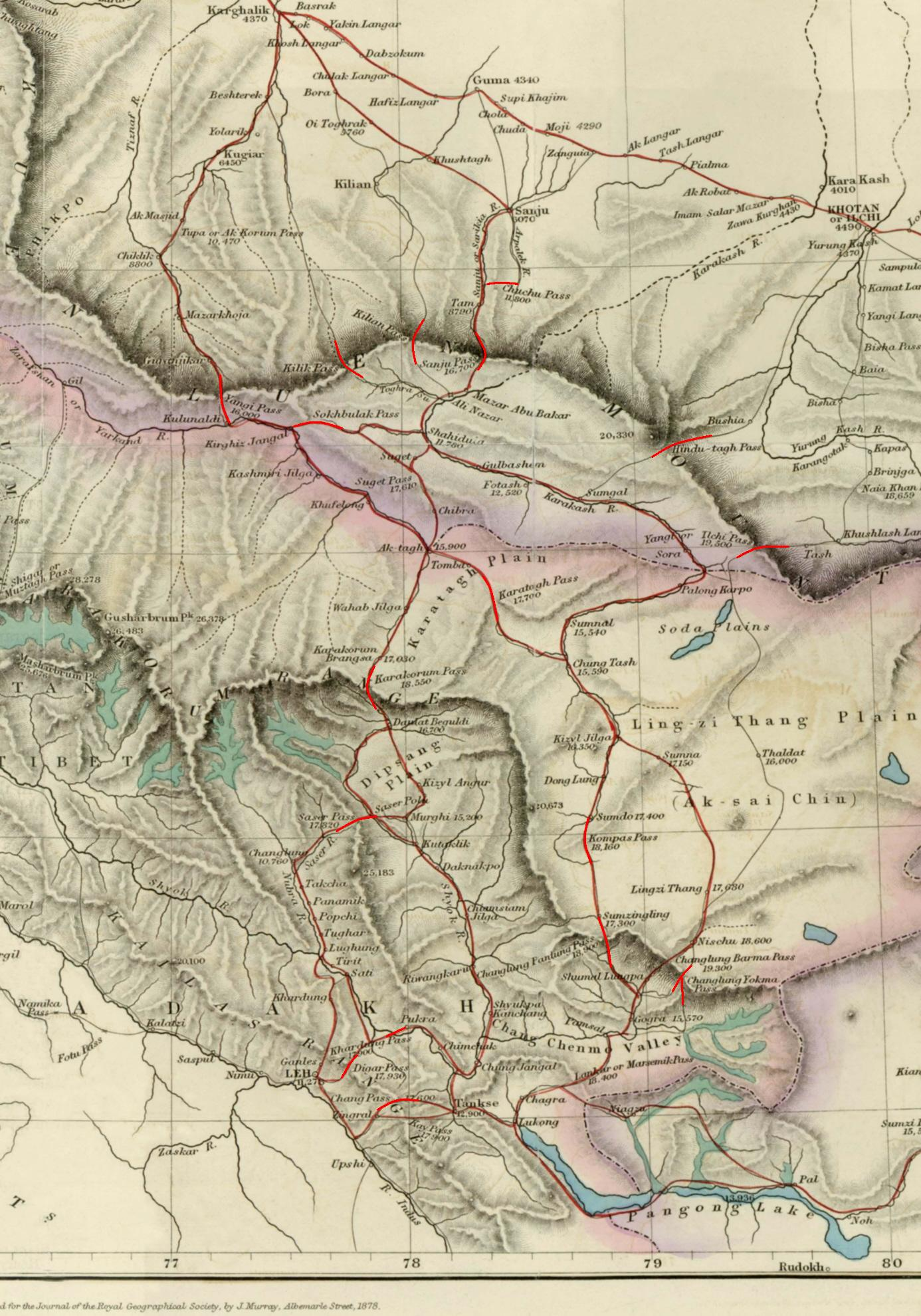
Карта 1873 года

Как древние китайские документы, интерпретированные в XIX веке немецким исследователем Александром фон Гумбольдтом, так и средневековые арабские работы фиксируют доевропейские знания географии Каракорума. Балтистан и его главный город, Скарду, появляются на европейской карте, выпущенной в 1680 году. Европейские путешественники начала XIX века, такие как англичане Уильям Муркрофт, Джордж Требек и Годфри Томас Винье, нанесли на карту места расположения крупных рек, ледников и гор. Необычайная топография, наряду с длительной военной напряженностью в Каракоруме между Россией и Великобританией и в последнее время между Китаем, Пакистаном и Индией, вызвали много экспедиций в XIX и XX веках. Большая часть английского исследования отражала военные и политические, а не научные соображения. Три брата из немецкой семьи Шлагинтвейт (Schlagintweit) первыми исследовали как индикаторы глобального изменения климата и представили горную местность на картах.
Другой важный научный вклад внесли британец Мартин Конвей и семь экспедиций под руководством американцев Фанни и Уильяма Воркмана в начале XX века. Более поздние геоморфологические исследования включают исследования, проведенные итальянцами, в частности Ардито Дезио и Джотто Дайнелли. Постоянные исследования в Каракоруме в конце XX и начале XXI веков были предприняты, главным образом, канадскими, британскими и американскими исследователями, причем выдающимися были работы Кеннета Хьюитта, Джона Шредера и Льюиса Оуэна. Вследствие этого иностранного интереса и территориальных споров Индии как с Пакистаном, так и с Китаем Каракорум достаточно хорошо нанесён на карту. Кроме того, несколько десятков альпинистских экспедиций ежегодно посещают этот район.